# Alfold
Alfold – wieś w Anglii, w hrabstwie Surrey, w dystrykcie Waverley. Leży 54 km na południowy zachód od centrum Londynu. Miejscowość liczy 1046 mieszkańców.